# Peg of Old Drury
Peg of Old Drury é um filme britânico de 1935, do gênero drama histórico, dirigido por Herbert Wilcox.
Numa enquete promovida pelo jornal Examiner da Austrália, Peg of Old Drury froi eleito o terceiro melhor filme britânico de 1936.